# Ljudmila Aleksejeva
Ljudmila Michajlovna Aleksejeva (ryska: Людми́ла Миха́йловна Алексе́ева), född 20 juli 1927 i Jevpatorija på Krim, död 8 december 2018 i Moskva, var en rysk arkeolog och människorättsaktivist. Hon tillhörde den sovjetiska dissidentrörelsen och var en av grundarna av Helsingforsgruppen i Moskva med uppgift att övervaka hur de sovjetiska myndigheterna följde Helsingforsavtalet från 1975. Hon fortsatte verka som aktivist in på 2010-talet och var vid sin bortgång en av de sista sovjetiska dissidenterna i dagens Ryssland.

## Biografi

### Bakgrund
När Ljudmila Aleksejeva var barn flyttade familjen till Ostankino i Moskvas norra utkanter och levde under torftiga förhållanden. 1937 bosatte sig familjen i Moskvas centrum. Fadern Michail Slavinskij studerade ekonomi, modern Valentina Afanasievna arbetade som matematiker  vid den sovjetiska Vetenskapsakademien. Fadern stupade 1942 under andra världskriget.
Från 1945 studerade Ljudmila Aleksejeva arkeologi och historia vid Moskvauniversitetet och var 1953–1956 doktorand vid Moskvas institut för ekonomi och statistisk.

### Tiden i Sovjetunionen
1952 gick Aleksejeva med i det sovjetiska kommunistpartiet men blev sedan utesluten 1968.
Åren 1968–1972 arbetade hon i hemlighet med att skriva ut den underjordiska publikationen Хро́ника теку́щих собы́тий (Krönika över aktuella händelser) som var en av de äldsta sovjetiska samizdat-skrifterna.
1976 grundade Ljudmila Aleksejeva tillsammans med andra sovjetiska dissidenter Helsingforsgruppen i Moskva som skulle övervaka hur sovjetmyndigheterna följde Helsingforsavtalet från 1975. I avtalet förband sig  Sovjetunionen att respektera medborgarnas fri- och rättigheter.

### Exil i USA
I februari 1977 flydde Aleksejeva till USA efter tillslag från de sovjetiska myndigheterna mot medlemmarna som gav ut Хро́ника теку́щих собы́тий. Hon fortsatte i USA kampen för bättre mänskliga rättigheter i Sovjetunionen och arbetade på frilansbasis åt Radio Free  Europe/Radio Liberty och Voice of America.
1990 gav Aleksejeva tillsammans med Paul Goldberg ut The Thaw Generation som beskriver hur den sovjetiska dissidentrörelsen växte fram. Boken bygger på självbiografiskt stoff.

### Åter i Ryssland
Efter Sovjetunionens upplösning återvände  Ljudmila Aleksejeva med sin make Nikolay Williams 1993 till hemlandet efter 16 år i exil. Hon blev snart en ledargestalt inom rörelsen för mänskliga rättigheter. 1996 blev hon ordförande för Helsingforsgruppen i Moskva. Hon fördömde missbruk som skett under förre presidenten Boris Jeltsin och dennes efterträdare Vladimir Putin.
År 2000 gick  Aleksejeva med i en kommission som skulle informera president Vladimir Putin i människorättsfrågor, vilket väckte kritik från andra människorättsaktivister.

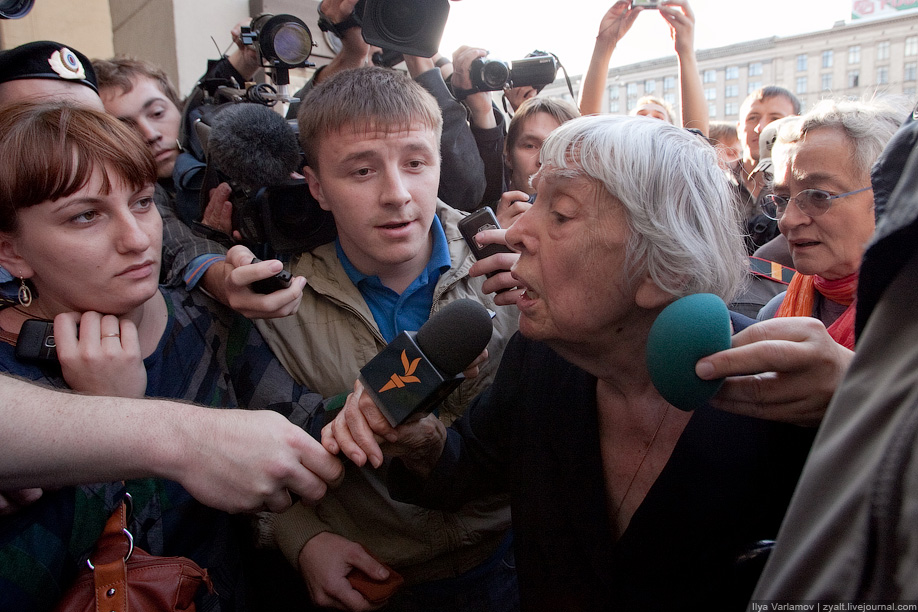
Från Strategi 31-rörelsens demonstration 31 augusti 2009.

Aleksejeva har fördömt övergrepp mot civila i Tjetjenien, mordet 2006 på den ryska undersökande journalisten Anna Politkovskaja och mordet 2009 på människorättsaktivisten  Natalja Estemirova.

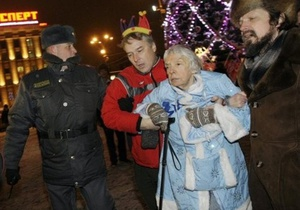
Från Strategi 31-rörelsens demonstration 31 december 2009.

Den 31 augusti 2009 började Aleksejeva aktivt delta i Strategi 31-rörelsens återkommande  möten på Triumftorget I Moskva till försvar för artikel 31 i den ryska konstitutionen om rätten att samlas. 31 december  2009 fördes Aleksejeva bort av rysk polis när hon ledde en  demonstration utan tillstånd, men släpptes senare på kvällen. Händelsen väckte starka reaktioner både i Ryssland och utomlands.
Aleksejeva kritiserade den ryska annekteringen av Krim från Ukraina 2014. Hon fördömde det politiska mordet 2015 på Boris Nemtsov och fängslandet av den ryske affärsmannen Michail Chodorkovskij. Hon  försökte också få klarhet i den ryske revisorns Sergej Magnitskijs död i fängelse.

## Priser och utmärkelser
Ljudmila Aleksejeva har mottagit följande hedersbetygelser för sitt arbete för mänskliga rättigheter.
- 2004 Olof Palmepriset
- 2007 Hederslegionen
- 2008 Storfurst Gediminas orden
- 2009 Förbundsrepubliken Tysklands förtjänstorden
- 2009 Sakharovpriset för tankefrihet
- 2012 Terra Mariana-korsets orden
- 2013 Václav Havel-priset för mänskliga rättigheter
- 2017 Ryska federationens statspris